# Rainer Zipperling
Rainer Zipperling (1955) is een Duitse cellist en gambist.

## Levensloop
Rainer Zipperling studeerde viola da gamba en cello bij Anner Bijlsma en Wieland Kuijken aan het Koninklijk Conservatorium van Den Haag.
Vanaf 1980, na beëindiging van zijn studie, concerteerde hij met onder meer het Orkest van de Achttiende Eeuw, La Petite Bande, het Ricercar Consort en Camerata Köln. Hij speelde vaak als eerste cellist met John Eliot Gardiner en de English Baroque Soloists. Met Claudio Abbado en zijn Orchestra Mozart heeft hij de Brandenburgse Concerten van Bach uitgevoerd. Hij nam ook diens cellosuites op.
Zipperling doceert aan het Conservatorium voor muziek en dans in Keulen, Krakow, en aan het Lemmensinstituut in Leuven. In 2011 was hij jurylid voor het Internationaal Concours in het kader van het Internationaal Festival Oude Muziek in Brugge.
Zipperling wordt wereldwijd gevraagd voor het geven van masterclasses.